# Dror Cohen
Dror Cohen (in ebraico דרור כהן‎?; Ramat Gan, 17 gennaio 1974) è un ex cestista e allenatore di pallacanestro israeliano.

## Carriera
Con Israele ha disputato i Campionati europei del 1995.